# Writers Guild of America Award
Writers Guild of America Award är ett amerikanskt pris som delas ut till författare inom film, TV och radio. Priset delas ut sedan 1949 av Writers Guild of America, East och Writers Guild of America, West. Första gången showen sändes på TV var under 2004. Filmerna som får pris måste ha producerats i Los Angeles under förra året och för priser om TV och radio måste avsnittet sänts mellan 1 december och 30 november.

## Vinnare i de olika kategorierna
Notera: Kategorierna är angivna på originalspråk, det vill säga engelska. Listan är ej komplett. Genom åren har några kategorier dessutom ändrats, lagts till eller tagits bort. En stjärna (*) indikerar att filmen ifråga också vunnit en Oscar.

### 1940-talet
Best Written Film Concerning Problems with the American Scene
- 1949: The Snake Pit – Frank Partos och Millen Brand

Best Written Western
- 1949: The Treasure of the Sierra Madre – John Huston *

Best Written Musical
- 1949: Easter Parade – Frances Goodrich, Albert Hackett och Sidney Sheldon

Best Written Drama
- 1949: The Snake Pit – Frank Partos och Millen Brand

Best Written Comedy
- 1949: Sitting Pretty – F. Hugh Herbert

### 1950-talet
Best Written Film Concerning Problems with the American Scene
- 1950: All the King's Men – Robert Rossen
- 1951: The Men – Carl Foreman
- 1952: Bright Victory – Robert Buckner

Best Written Western
- 1950: Yellow Sky – W. R. Burnett och Lamar Trotti
- 1951: Broken Arrow – Albert Maltz

Best Written Musical
- 1950: On the Town – Adolph Green och Betty Comden
- 1951: Annie Get Your Gun – Sidney Sheldon
- 1952: An American in Paris – Alan Jay Lerner *
- 1953: Singin' in the Rain – Betty Comden och Adolph Green
- 1954: Lili – Helen Deutsch och Paul Gallico
- 1955: Seven Brides for Seven Brothers – Albert Hackett, Frances Goodrich och Dorothy Kingsley
- 1956: Love Me or Leave Me – Daniel Fuchs och Isobel Lennart *
- 1957: The King and I – Ernest Lehman
- 1958: Les Girls – Vera Caspary och John Patrick
- 1959: Gigi – Alan Jay Lerner *

Best Written Drama
- 1950: All the King's Men – Robert Rossen
- 1951: Sunset Boulevard – Charles Brackett, Billy Wilder och D. M. Marshman Jr. *
- 1952: A Place in the Sun – Michael Wilson och Harry Brown *
- 1953: High Noon – Carl Foreman
- 1954: From Here to Eternity – Daniel Taradash *
- 1955: On the Waterfront – Budd Schulberg *
- 1956: Marty – Paddy Chayefsky *
- 1957: Friendly Persuasion – Michael Wilson
- 1958: 12 Angry Men – Reginald Rose
- 1959: The Defiant Ones – Nedrick Young och Harold Jacob Smith *

Best Written Comedy
- 1950: A Letter to Three Wives – Joseph L. Mankiewicz *
- 1951: All About Eve – Joseph L. Mankiewicz *
- 1952: Father's Little Dividend – Albert Hackett och Frances Goodrich
- 1953: The Quiet Man – Frank Nugent
- 1954: Roman Holiday – Ian McLellan Hunter, Dalton Trumbo, och John Dighton *
- 1955: Sabrina – Billy Wilder, Samuel Taylor, och Ernest Lehman
- 1956: Mister Roberts – Joshua Logan och Frank Nugent
- 1957: Around the World in 80 Days – James Poe, John Farrow, och S. J. Perelman *
- 1958: Love in the Afternoon – Billy Wilder och I.A.L. Diamond
- 1959: Me and the Colonel – S. N. Behrman och George Froeschel

Best Written Low-Budget Film
- 1952: The Steel Helmet – Samuel Fuller

### 1960-talet
Best Written Musical
- 1960: The Five Pennies – Robert Smith, Jack Rose, och Melville Shavelson
- 1961: Bells Are Ringing – Betty Comden och Adolph Green
- 1962: West Side Story – Ernest Lehman
- 1963: The Music Man – Meredith Willson, Franklin Lacey, och Marion Hargrove
- 1964: Inget pris utdelat
- 1965: Mary Poppins – Bill Walsh och Don DaGradi
- 1966: The Sound of Music – Maria Augusta Trapp, Howard Lindsay, Russel Crouse och Ernest Lehman
- 1967: Inget pris utdelat
- 1968: Thoroughly Modern Millie – Richard Morris
- 1969: Funny Girl – Isobel Lennart

Best Written Drama
- 1960: The Diary of Anne Frank – Frances Goodrich och Albert Hackett
- 1961: Elmer Gantry – Richard Brooks *
- 1962: The Hustler – Sidney Carroll och Robert Rossen
- 1963: To Kill a Mockingbird – Horton Foote *
- 1964: Hud – Harriet Frank Jr. och Irving Ravetch
- 1965: Becket – Edward Anhalt *
- 1966: The Pawnbroker – Edward Lewis Wallant, Morton Fine och David Friedkin
- 1967: Who's Afraid of Virginia Woolf? – Ernest Lehman
- 1968: Bonnie and Clyde – David Newman och Robert Benton
- 1969: The Lion in Winter – James Goldman *

Best Written Comedy
- 1960: Some Like It Hot – Billy Wilder och I.A.L. Diamond
- 1961: The Apartment – Billy Wilder och I.A.L. Diamond *
- 1962: Breakfast at Tiffany's – George Axelrod
- 1963: That Touch of Mink – Stanley Shapiro och Nate Monastar
- 1964: Lilies of the Field – James Poe
- 1965: Dr. Strangelove – Stanley Kubrick, Terry Southern, och Peter George
- 1966: A Thousand Clowns – Herb Gardner
- 1967: The Russians Are Coming, the Russians Are Coming – William Rose
- 1968: The Graduate – Calder Willingham och Buck Henry
- 1969: The Odd Couple – Neil Simon

Best Original Screenplay
- 1968: Bonnie and Clyde – David Newman och Robert Benton
- 1969: The Producers – Mel Brooks

### 1970-talet
Best Original Drama
- 1970: Butch Cassidy and the Sundance Kid – William Goldman *
- 1971: Patton – Francis Ford Coppola och Edmund H. North *
- 1972: Sunday Bloody Sunday – Penelope Gilliatt
- 1973: The Candidate – Jeremy Larner *
- 1974: Save the Tiger – Steve Shagan
- 1975: Chinatown – Robert Towne *
- 1976: Dog Day Afternoon – Frank Pierson *
- 1977: Network – Paddy Chayefsky *
- 1978: The Turning Point – Arthur Laurents
- 1979: Coming Home – Nancy Dowd, Robert C. Jones och Waldo Salt *

Best Adapted Drama
- 1970: Midnight Cowboy – Waldo Salt *
- 1971: I Never Sang for My Father – Robert Anderson
- 1972: The French Connection – Ernest Tidyman *
- 1973: The Godfather – Mario Puzo och Francis Ford Coppola *
- 1974: Serpico – Waldo Salt och Norman Wexler
- 1975: The Godfather Part II – Francis Ford Coppola och Mario Puzo *
- 1976: One Flew Over the Cuckoo's Nest – Bo Goldman och Lawrence Hauben *
- 1977: All the President's Men – William Goldman *
- 1978: Islands in the Stream – Denne Bart Petitclerc
- 1979: Midnight Express – Oliver Stone *

Best Original Comedy
- 1970: Bob & Carol & Ted & Alice – Paul Mazursky och Larry Tucker
- 1971: The Out-of-Towners – Neil Simon
- 1972: Kliniken – Paddy Chayefsky *
- 1973: What's Up, Doc? – Peter Bogdanovich, Buck Henry, David Newman, och Robert Benton
- 1974: A Touch of Class – Melvin Frank och Jack Rose
- 1975: Blazing Saddles – Mel Brooks, Norman Steinberg, Andrew Bergman, Richard Pryor och Alan Uger
- 1976: Shampoo – Robert Towne och Warren Beatty
- 1977: The Bad News Bears – Bill Lancaster
- 1978: Annie Hall – Woody Allen och Marshall Brickman *
- 1979: Movie Movie – Larry Gelbart och Sheldon Keller

Best Adapted Comedy
- 1970: Goodbye, Columbus – Arnold Schulman
- 1971: MASH – Ring Lardner *
- 1972: Kotch – John Paxton
- 1973: Cabaret – Jay Presson Allen
- 1974: Paper Moon – Alvin Sargent
- 1975: The Apprenticeship of Duddy Kravitz – Lionel Chetwynd och Mordecai Richler
- 1976: The Sunshine Boys – Neil Simon
- 1977: The Pink Panther Strikes Again – Blake Edwards och Frank Waldman
- 1978: Oh, God! – Larry Gelbart
- 1979: Heaven Can Wait – Elaine May och Warren Beatty och Same Time, Next Year – Bernard Slade

### 1980-talet
Best Original Drama
- 1980: The China Syndrome – Mike Gray, T. S. Cook och James Bridges
- 1981: Melvin and Howard – Bo Goldman *
- 1982: Reds – Warren Beatty och Trevor Griffiths
- 1983: E.T. the Extra-Terrestrial – Melissa Mathison
- 1984: Tender Mercies – Horton Foote *

Best Adapted Drama
- 1980: Kramer vs. Kramer – Robert Benton *
- 1981: Ordinary People – Alvin Sargent *
- 1982: On Golden Pond – Ernest Thompson *
- 1983: Missing – Costa-Gavras och Donald E. Stewart *
- 1984: Reuben, Reuben – Julius J. Epstein

Best Original Comedy
- 1980: Breaking Away – Steve Tesich *
- 1981: Private Benjamin – Nancy Meyers, Harvey Miller och Charles Shyer
- 1982: Arthur – Steve Gordon
- 1983: Tootsie – Don McGuire, Larry Gelbart och Murray Schisgal
- 1984: The Big Chill – Lawrence Kasdan och Barbara Benedek

Best Adapted Comedy
- 1980: Välkommen Mr. Chance! – Jerzy Kosiński
- 1981: Airplane! – Jim Abrahams, David Zucker och Jerry Zucker
- 1982: Rich and Famous – Gerard Ayres
- 1983: Victor/Victoria – Blake Edwards
- 1984: Terms of Endearment – James L. Brooks *

Följande kategorier uppmärksammas årligen:
Best Original Screenplay
- 1985: Broadway Danny Rose – Woody Allen
- 1986: Witness – Pamela Wallace, William Keller och Earl W. Wallace *
- 1987: Hannah and Her Sisters – Woody Allen *
- 1988: Moonstruck – John Patrick Shanley *
- 1989: Bull Durham – Ron Shelton

Best Adapted Screenplay
- 1985: The Killing Fields – Bruce Robinson
- 1986: Prizzi's Honor – Richard Condon och Janet Roach
- 1987: A Room with a View – Ruth Prawer Jhabvala *
- 1988: Roxanne – Steve Martin
- 1989: Farligt begär – Christopher Hampton *

### 1990-talet
Best Original Screenplay
- 1990: Crimes and Misdemeanors – Woody Allen
- 1991: Avalon – Barry Levinson
- 1992: Thelma & Louise – Callie Khouri *
- 1993: The Crying Game – Neil Jordan *
- 1994: The Piano – Jane Campion *
- 1995: Four Weddings and a Funeral – Richard Curtis

Best Adapted Screenplay
- 1990: Driving Miss Daisy – Alfred Uhry *
- 1991: Dances with Wolves – Michael Blake *
- 1992: The Silence of the Lambs – Ted Tally *
- 1993: The Player – Michael Tolkin
- 1994: Schindler's List – Steven Zaillian *
- 1995: Forrest Gump – Eric Roth *

Best Screenplay Written Directly for the Screen
- 1996: Braveheart – Randall Wallace
- 1997: Fargo – Joel Coen and Ethan Coen *
- 1998: As Good as It Gets – Mark Andrus och James L. Brooks
- 1999: Shakespeare in Love – Marc Norman och Tom Stoppard *

Best Screenplay Based on Material Previously Produced or Published
- 1996: Förnuft och känsla – Emma Thompson *
- 1997: Sling Blade – Billy Bob Thornton *
- 1998: L.A. Confidential – Brian Helgeland och Curtis Hanson *
- 1999: Out of Sight – Scott Frank

### 2000-talet
Best Screenplay Written Directly for the Screen
- 2000: American Beauty – Alan Ball *
- 2001: You Can Count On Me – Kenneth Lonergan
- 2002: Gosford Park – Julian Fellowes *

Best Screenplay Based on Material Previously Produced or Published
- 2000: Election – Alexander Payne och Jim Taylor
- 2001: Traffic – Stephen Gaghan *
- 2002: A Beautiful Mind – Akiva Goldsman *

Best Original Screenplay
- 2003: Bowling for Columbine – Michael Moore
- 2004: Lost in Translation – Sofia Coppola *
- 2005: Eternal Sunshine of the Spotless Mind – Charlie Kaufman, Michael Gondry, och Pierre Bismuth *
- 2006: Crash – Paul Haggis och Bobby Moresco *
- 2007: Little Miss Sunshine – Michael Arndt *
- 2008: Juno – Diablo Cody *
- 2009: Milk – Dustin Lance Black *

Best Adapted Screenplay
- 2003: The Hours – David Hare
- 2004: American Splendor – Shari Springer Berman and Robert Pulcini
- 2005: Sideways – Alexander Payne och Jim Taylor *
- 2006: Brokeback Mountain – Larry McMurty och Diana Ossana *
- 2007: The Departed – William Monahan *
- 2008: No Country for Old Men – Joel Coen and Ethan Coen *
- 2009: Slumdog Millionaire – Simon Beaufoy *

Outstanding Achievement in Video Game Writing
- 2009: Star Wars: The Force Unleashed – Haden Blackman, Shawn Pitman, John Stafford och Cameron Suey

### 2010-talet
Best Original Screenplay
- 2010: The Hurt Locker – Mark Boal *
- 2011: Inception – Christopher Nolan
- 2012: Midnight in Paris – Woody Allen *
- 2013: Zero Dark Thirty – Mark Boal
- 2014: Her – Spike Jonze *
- 2015: The Grand Budapest Hotel – Wes Anderson och Hugo Guinness
- 2016: Spotlight – Tom McCarthy och Josh Singer *
- 2017: Moonlight – Barry Jenkins; berättelse av Tarell Alvin McCraney *

Best Adapted Screenplay
- 2010: Up in the Air – Jason Reitman
- 2011: The Social Network – Aaron Sorkin *
- 2012: The Descendants – Alexander Payne, Nat Faxon och Jim Rash *
- 2013: Argo – Chris Terrio *
- 2014: Captain Phillips – Billy Ray
- 2015: The Imitation Game – Graham Moore *
- 2016: The Big Short – Adam McKay och Charles Randolph *
- 2017: Arrival – Eric Heisserer

Outstanding Achievement in Video Game Writing
- 2010: Uncharted 2: Among Thieves – Amy Hennig
- 2011: Assassin's Creed: Brotherhood – Patrice Désilets, Jeffrey Yohalem och Corey May
- 2012: Uncharted 3: Drake's Deception – Amy Hennig
- 2013: Assassin's Creed III: Liberation – Richard Farrese och Jill Murray
- 2014: The Last of Us – Neil Druckmann
- 2015: The Last of Us: Left Behind – Neil Druckmann
- 2016: Rise of the Tomb Raider – John Stafford, Cameron Suey, Rhianna Pratchett och Philip Gelatt
- 2017: Uncharted 4: A Thief's End – Neil Druckmann, Josh Scherr, Tom Bissell och Ryan James